# Kōta Aoki
Kōta Aoki (jap. 青木 孝太, Aoki Kōta; * 27. April 1987 in der Präfektur Shiga) ist ein ehemaliger japanischer Fußballspieler.

## Karriere

### Verein
Aoki erlernte das Fußballspielen in der Schulmannschaft der Yasu High School. Seinen ersten Vertrag unterschrieb er 2006 bei JEF United Ichihara Chiba. Der Verein spielte in der höchsten Liga des Landes, der J1 League. 2009 wurde er an den Zweitligisten Fagiano Okayama ausgeliehen. Für den Verein absolvierte er 31 Spiele. 2010 kehrte er nach Ichihara zurück. Am Ende der Saison 2009 stieg JEF United in die J2 League ab. Für den Verein absolvierte er 80 Spiele. 2012 wechselte er zum Ligakonkurrenten Ventforet Kofu. 2013 wechselte er zum Ligakonkurrenten Thespakusatsu Gunma. Für den Verein absolvierte er 81 Erstligaspiele. Ende 2014 beendete er seine Karriere als Fußballspieler.

### Nationalmannschaft
Mit der japanischen U-20-Nationalmannschaft qualifizierte er sich für die Junioren-Fußballweltmeisterschaft 2007.

## Erfolge
JEF United Chiba
- J.League Cup

Sieger: 2006